# Interstate 49
Interstate 49 (I-49) é uma rodovia interestadual norte-sul que existe em vários segmentos: a parte original inteiramente dentro do estado da Luisiana, com uma parte adicional sinalizada que se estende da I-220 em Shreveport até a divisa com o estado do Arkansas, três seções mais novas no Arkansas e uma nova seção inaugurada no Missouri. Seu terminal sul fica em Lafayette, Luisiana, na I-10, enquanto seu terminal norte fica em Kansas City, Missouri, na I-435 e I-470. Partes do restante da estrada em Luisiana, Arkansas e Texas, que ligará Kansas City a Nova Orleans, estão em vários estágios de planejamento ou construção.
Embora não fizesse parte do plano original da rodovia interestadual de 1957, os residentes do Missouri, Arkansas e Luisiana começaram a fazer campanha pela rodovia em 1965 por meio da "US 71 - I-29 Association". A campanha pedia que a I-29 fosse estendida para o sul de Kansas City até Nova Orleans, seguindo grande parte da rota ao longo da U.S. Route 71 (US 71). O plano previa a criação de uma via expressa de acesso limitado de Nova Orleans até a fronteira com o Canadá e até Winnipeg (via Manitoba Highway 75). Quando a I-49 estiver concluída, o objetivo da associação terá sido alcançado, com apenas um breve intervalo entre o Grandview Triangle e a I-29 no Kansas City Downtown Loop servido pela US 71 (Bruce R. Watkins Memorial Drive) ou outras interestaduais como a I-435 e a I-70 em Kansas City.